# Сентябрь 2020 года

Список событий сентября 2020 года.

## События
- 2 сентября
  - Правительство Германии заявило, что Алексей Навальный был отравлен нервно-паралитическим веществом из группы «Новичок»[1].
  - Апелляционный суд девятого округа США в Калифорнии признал незаконной программу слежения за звонками и перепиской пользователей интернета, разработанную в Агентстве национальной безопасности, признано что эта программа нарушает «Акт о негласном наблюдении за иностранными разведками» и может быть неконституционной[2].
  - В Болгарии протестующие, недовольные политикой премьер-министра Бойко Борисова, на 56-й день протестов предприняли попытку штурма Народного собрания, в результате чего около 80 человек получили ранения и свыше 200 были арестованы[3].
  - Команды обсерваторий LIGO и VIRGO подтвердили, что короткий сигнал гравитационной волны GW190521, является первым явным свидетельством обнаружения чёрной дыры средней массы[4].
- 3 сентября
  - Россия возобновила на взаимной основе международное авиасообщение с Египтом, Объединенными Арабскими Эмиратами и Мальдивами[5].
  - Маккензи Скотт, писательница и бывшая жена основателя Amazon Джеффа Безоса, стала самой богатой женщиной в мире[6].
  - Министр финансов Австралии Джош Фриденберг заявил, что рекордный 28-летний период непрерывного экономического роста в Австралии закончился, чему виной ограничительные меры из-за пандемии[7].
  - Начало соревнований мужских футбольных сборных Лиги наций УЕФА 2020/2021, который будет продолжаться до ноября 2020 года[8].
- 4 сентября
  - Президент Сербии Александр Вучич посетил США, где при посредничестве Дональда Трампа заключил соглашение об экономическом сотрудничестве с Косово[9].
- 5 сентября
  - Новым председателем финской парламентской партии «Финляндский центр» на съезде в Оулу избрана министр науки и культуры Анника Саарикко[10].
  - В Москве после реконструкции открыт Северный речной вокзал[11].
- 6 сентября
  - Более 7,5 млн жителей южной и юго-западной части Японии получили указание и рекомендации от местных властей эвакуироваться из-за приближающегося супертайфуна «Хайшэнь»[12].
  - В Минске прошел «Марш единства» — новая протестная акция граждан, несогласных с официальными итогами президентских выборов, по оценкам наблюдателей, в марше приняли участие не менее 100 тысяч человек[13].
  - Первая ракетка мира Новак Джокович был дисквалифицирован за неспортивное поведение на Открытом чемпионате США по теннису (US Open), за попадание мячом в линейную судью[14].
- 7 сентября
  - Арестован принц Эрнст Август V Брауншвейгский[15].
  - На территории американского штата Калифорния отмечены веерные отключения электроэнергии, сопоставимых с которыми не было за последние 19 лет[16].
- 9 сентября
  - Самолет с 15 российскими детьми, находившимися в сирийских лагерях Аль-Хол и Рош, вылетел в Россию[17].
  - Сгорел крупнейший в Греции лагерь мигрантов «Мория» на Лесбосе[18].
  - Американская академия киноискусств ввела новые стандарты, которых должны придерживаться авторы картин, претендующих на премию «Оскар» в номинации «Лучший фильм», новые правила направлены на борьбу с притеснениями расовых, этнических, сексуальных и прочих меньшинств, а также женщин[19].
  - Окончательно закрыт национальный государственный поисковый сервис «Спутник»[20].
  - AstraZeneca приостановила испытания своей вакцины от COVID-19 по всему миру, причиной такого решения стало то, что у одного из волонтёров выявили необъяснимую болезнь[21].
- 12 сентября
  - Обладателем «Золотого льва», главной награды Венецианского кинофестиваля, стала картина «Земля Кочевников» режиссёра Хлои Чжао[22].
- 13 сентября
  - Начался единый день голосования в России[23].
- 14 сентября
  - В Сочи начались переговоры президентов России и Белоруссии Владимира Путина и Александра Лукашенко в формате один-на-один[24].
  - Премьер-министр Ливана Мустафа Адиб запросил у президента Мишеля Ауна дополнительное время на формирование кабинета министров[25].
  - Действующего генерального секретаря кабинета министров Японии Ёсихидэ Сугу избрали новым председателем правящей в стране Либерально-демократической партии[26].
  - Представитель внешнеполитической службы Европейского союза Петер Стано заявил о непризнании итогов голосования в Крыму и Севастополе[27].
  - Посол Беларуси в Нидерландах Андрей Евдоченко осудил применение насилия со стороны правоохранительных органов и заявил о необходимости масштабных реформ[28].
- 15 сентября
  - Бахрейн и Объединенные Арабские Эмираты подписали с Израилем соглашение о нормализации отношений и установлении дипломатических связей[29].
  - Из-за длительных лесных пожаров в Калифорнии[англ.] Портленд, Сиэтл и Сан-Франциско возглавили антирейтинг крупных городов мира с худшим качеством воздуха[30].
- 16 сентября
  - Премьер-министр Барбадоса Миа Моттли объявила о намерении превратить государство из конституционной монархии с королевой Великобритании Елизаветой II во главе в республику[31].
  - Максима Марцинкевича обнаружили мёртвым в камере СИЗО № 3 в Челябинске. По предварительным данным он совершил самоубийство.
- 17 сентября
  - Открыт для движения новый двухполосный Моносторский мост[венг.] длиной 600 м через реку Дунай между городами Комаром (Венгрия) и Комарно (Словакия). Европейский союз профинансировал мост на 100 млн евро (85 % стоимости) через фонд «Соединяющаяся Европа»[англ.]. Мост является частью Трансъевропейской транспортной сети (TEN-T) и заменит существующий мост Эржебет[венг.], который не подходит для грузовиков тяжелее 20 тонн. Мост имеет 2 велосипедные полосы[32].
- 18 сентября
  - Выборы президента США 2020: ушла из жизни Рут Бейдер Гинзбург, старейший член Верховного суда США, члены которого имеют решающий голос при определении победителя выборов, тем самым расклад сил в Верховном суде сместился в пользу про-республиканского большинства[33].
- 19 сентября
  - Более 80 тысяч человек приняли участие в акции протеста в Таиланде за реформирование монархии и против действующего правительства Праюта Чан-Очи[34].
  - Госсекретарь США Майк Помпео заявил, что санкции СБ ООН против Ирана[англ.] вновь вступают в силу из-за «неисполнения» Ираном положений Совместного всеобъемлющего плана действий, пригрозив странам-нарушителям санкций «последствиями» с помощью односторонних действий США[35].
- 20 сентября
  - В дистанционном формате прошло вручение очередной телепремии «Эмми», лучшим драматическим сериалом был назван сериал «Наследники», среди комедийных сериалов лучшим было признано британское шоу «Шиттс Крик»[36].
  - Президент США Дональд Трамп одобрил сделку, по которой американские компании Oracle и Walmart станут владельцами 20 % видеоприложения TikTok, что позволит приложению и дальше работать в США, поскольку Oracle будет хранить данные американских пользователей TikTok в своём облаке «в соответствии с требованиями национальной безопасности США»[37].
  - Завершилась сертификация чешского учебно-боевого самолёта L-39NG, тем самым Чехия вошла в число стран производителей боевых самолётов[38].
  - Утечка документов из FinCEN: представители американского портала BuzzFeed передали более 2000 отчётов банков о подозрительных операциях клиентов Международному консорциуму журналистов-расследователей[39].
  - Неподалёку от Аландских островов у берегов Финляндии на мель сел пассажирский паром Viking Amorella, следовавший по маршруту Турку — Стокгольм[40].
- 21 сентября
  - Компания Microsoft приобрела компанию ZeniMax Media, владеющую издателем компьютерных игр Bethesda Softworks и разработчиком Bethesda Game Studios[41].
- 22 сентября
  - В Курагинском районе Красноярского края задержаны руководители религиозной организации «Церковь последнего завета», в числе задержанных — глава общины Сергей Тороп (называет себя Виссарионом)[42].
- 23 сентября
  - Лукашенко провёл церемонию вступления в должность президента. В Республике Беларусь продолжаются многочисленные протесты.
  - В Нижнем Новгороде началась пятая ежегодная конференция ЦИПР-2020, на которой был представлен макет первой российской станции 5G.[43]
- 25 сентября
  - Компании Epic Games, Spotify и ещё 11 критиков политики Apple в сфере управления App Store образовали «коалицию за справедливость в приложениях». Они требуют обеспечить равные права для всех разработчиков мобильных программ и сократить налог в размере 30 %, который они вынуждены платить за размещение своих iOS-приложений[44].
  - Роскомнадзор внёс крупнейшую по торговым объёмам криптовалютную биржу Binance в реестр запрещённых сайтов из-за информации о продаже биткоинов[45].
  - Под Харьковом потерпел крушение самолёт Ан-26 Вооружённых сил Украины. 26 из 27 человек, находившихся на борту, погибли. Самолёт выполнял учебный полёт, в нём находились курсанты Харьковского университета ВВС[46].
- 26 сентября
  - Премьер-министр Ливана Мустафа Адиб заявил о провале попыток сформировать новое правительство и подал в отставку[47].
  - Совет Демократической партии пенсионеров Словении (DeSUS) поддержал призыв к премьеру Янезу Янше освободить бывшего председателя DeSUS Александру Пивец от должности министра сельского хозяйства[48].
- 27 сентября
  - Начались боестолкновения между армянскими вооружёнными формированиями НКР и Армении с одной стороны и Национальной армией Азербайджана с другой[49].
  - На референдуме граждане Швейцарии проголосовали против выдвинутого Швейцарской народной партией предложения об ограничении иммиграции из стран ЕС[50].
- 28 сентября
  - Клуб Национальной хоккейной лиги «Тампа-Бэй Лайтнинг» обыграл в финале «Даллас Старз» и выиграл второй в своей истории Кубок Стэнли[51].
- 29 сентября
  - На заседании правительства Словении министр сельского хозяйства Александра Пивец объявила премьер-министру Янезу Янше, что не намерена уходить в отставку. Ожидается, что премьер-министр предложит её увольнение депутатам Государственного собрания на следующей неделе, заявил временный представитель Демократической партии пенсионеров Словении (DeSUS) Томаж Гантар[англ.][52].
  - В США после продолжительной болезни умер 91-летний эмир Кувейта Сабах аль-Ахмед ас-Сабах. Новым эмиром стал его младший брат Наваф аль-Ахмед ас-Сабах[53][54].
- 30 сентября
  - Организаторы Московского кинофестиваля исключили из внеконкурсной программы показ фильма «Врата в рай» Дживана Аветисяна, посвященного конфликту в Нагорном Карабахе «во избежание столкновения между армянами и азербайджанцами»[55].
  - Прошли первые дебаты кандидатов в президенты США Трампа и Байдена[56][57].